# Fernando Nélson
Fernando Nélson Jesus Vieira Alves (ur. 5 listopada 1971 w Porto) – portugalski piłkarz grający na pozycji prawego obrońcy. W swojej karierze rozegrał 10 meczów w reprezentacji Portugalii.

## Kariera klubowa
Swoją karierę piłkarską Nélson rozpoczął w klubie FC Porto. Następnie podjął treningi w innym klubie z Porto, SC Salgueiros. W 1990 roku awansował do kadry pierwszej drużyny Salgueiros. 19 sierpnia 1990 zaliczył debiut w pierwszej lidze portugalskiej w przegranym 1:2 wyjazdowym meczu z FC Tirsense. W Salgueiros spędził jeden sezon.
W 1991 roku Nélson przeszedł do lizbońskiego Sportingu. Zadebiutował w nim 25 sierpnia 1991 w wygranym 3:0 domowym meczu z FC Famalicão. W sezonie 1994/1995 zdobył ze Sportingiem Puchar Portugalii, a latem 1995 - Superpuchar.
W 1996 roku Nélson odszedł ze Sportingu do Aston Villi. W Premier League swój debiut zanotował 24 sierpnia 1996 w wygranym 2:0 domowym meczu z Derby County. W Aston Villi grał do końca 1998 roku i rozegrał w niej 59 meczów ligowych.
W trakcie sezonu 1998/1999 Nélson wrócił do Portugalii i został zawodnikiem FC Porto. W Porto zadebiutował 15 listopada 1998 w meczu z SC Campomaiorense (2:0). W sezonie 1998/1999 wywalczył z Porto mistrzostwo Portugalii. Z klubem tym zdobył też dwa Puchary Portugalii (2000 i 2001) i dwa superpuchary (1999, 2001). W Porto grał do sezonu 2001/2002.
W 2002 roku Nélson został zawodnikiem Vitórii Setúbal. 22 sierpnia 2002 zaliczył wniej debiut w meczu z Boavistą (1:1). W 2004 roku odszedł z Vitórii do SC Rio Tinto. W 2005 roku zakończył w tym klubie swoją karierę.
| Sezon   | Klub            | Kraj       | Rozgrywki      | Mecze | Bramki |
| ------- | --------------- | ---------- | -------------- | ----- | ------ |
| 1990/91 | SC Salgueiros   | Portugalia | Primeira Liga  | 24    | 0      |
| 1991/92 | Sporting CP     | Portugalia | Primeira Liga  | 2     | 0      |
| 1992/93 | Sporting CP     | Portugalia | Primeira Liga  | 15    | 0      |
| 1993/94 | Sporting CP     | Portugalia | Primeira Liga  | 33    | 1      |
| 1994/95 | Sporting CP     | Portugalia | Primeira Liga  | 33    | 1      |
| 1995/96 | Sporting CP     | Portugalia | Primeira Liga  | 32    | 1      |
| 1996/97 | Aston Villa     | Anglia     | Premier League | 34    | 0      |
| 1997/98 | Aston Villa     | Anglia     | Premier League | 25    | 0      |
| 1998/99 | Aston Villa     | Anglia     | Premier League | 0     | 0      |
| 1998/99 | FC Porto        | Portugalia | Primeira Liga  | 2     | 0      |
| 1999/00 | FC Porto        | Portugalia | Primeira Liga  | 10    | 0      |
| 2000/01 | FC Porto        | Portugalia | Primeira Liga  | 2     | 0      |
| 2001/02 | FC Porto        | Portugalia | Primeira Liga  | 0     | 0      |
| 2002/03 | Vitória Setúbal | Portugalia | Primeira Liga  | 31    | 1      |
| 2003/04 | Vitória Setúbal | Portugalia | Primeira Liga  | 0     | 0      |
| 2004/05 | SC Rio Tinto    | Portugalia | IV liga        | ?     | ?      |

## Kariera reprezentacyjna
W reprezentacji Portugalii Nélson zadebiutował 30 czerwca 1995 roku w wygranym 3:2 meczu eliminacji do Euro 96 z Łotwą, rozegranym w Porto. W swojej karierze grał też w: eliminacjach do MŚ 1998 i do MŚ 2002. Od 1995 do 2001 roku rozegrał w kadrze narodowej 10 meczów.
W 1999 roku Nélson wywalczył z kadrą U-20 Młodzieżowe Mistrzostwo Świata.
| Mecze i gole w reprezentacji | Mecze i gole w reprezentacji | Mecze i gole w reprezentacji | Mecze i gole w reprezentacji | Mecze i gole w reprezentacji | Mecze i gole w reprezentacji | Mecze i gole w reprezentacji |
| #                            | Data                         | Stadion                      | Rywal                        | Wynik                        | Gol                          | Rozgrywki                    |
| 1995                         | 1995                         | 1995                         | 1995                         | 1995                         | 1995                         | 1995                         |
| ---------------------------- | ---------------------------- | ---------------------------- | ---------------------------- | ---------------------------- | ---------------------------- | ---------------------------- |
| 1.                           | 30.06.1995                   | Porto, Portugalia            | Łotwa                        | 3:2                          | 0                            | el. ME 1996                  |
| 2.                           | 11.10.1995                   | Wiedeń, Austria              | Austria                      | 1:1                          | 0                            | el. ME 1996                  |
| 1996                         |                              |                              |                              |                              |                              |                              |
| 3.                           | 24.01.1996                   | Paryż, Francja               | Francja                      | 2:3                          | 0                            | towarzyski                   |
| 4.                           | 21.02.1996                   | Porto, Portugalia            | Niemcy                       | 1:2                          | 0                            | towarzyski                   |
| 5.                           | 27.03.1996                   | Lizbona, Portugalia          | Grecja                       | 1:0                          | 0                            | towarzyski                   |
| 1997                         |                              |                              |                              |                              |                              |                              |
| 6.                           | 07.06.1997                   | Porto, Portugalia            | Albania                      | 1:0                          | 0                            | el. MŚ 1998                  |
| 1998                         |                              |                              |                              |                              |                              |                              |
| 7.                           | 19.08.1998                   | Ponta Delgada, Portugalia    | Mozambik                     | 2:1                          | 0                            | towarzyski                   |
| 2000                         |                              |                              |                              |                              |                              |                              |
| 8.                           | 16.08.2000                   | Viseu, Portugalia            | Litwa                        | 5:1                          | 0                            | towarzyski                   |
| 9.                           | 03.09.2000                   | Tallinn, Estonia             | Estonia                      | 3:1                          | 0                            | el. MŚ 2002                  |
| 2001                         |                              |                              |                              |                              |                              |                              |
| 10.                          | 25.04.2001                   | Saint-Denis, Francja         | Francja                      | 0:4                          | 0                            | towarzyski                   |